# Phoracantha porosa
Phoracantha porosa är en skalbaggsart som beskrevs av Carter 1929. Phoracantha porosa ingår i släktet Phoracantha och familjen långhorningar. Inga underarter finns listade i Catalogue of Life.